# Oscar Cullmann
(Oscar Cullmann )
Oscar Cullmann (Strasburgo, 25 febbraio 1902 – Chamonix, 16 gennaio 1999) è stato un teologo luterano francese.

## Biografia
Cullmann, dopo aver studiato lettere alla Sorbona di Parigi e filologia classica e teologia nel seminario di Strasburgo, dal 1926 vi divenne professore. Dal 1930 insegnò Nuovo Testamento nella facoltà di teologia dell'Università di Strasburgo, dal 1938 teologia e storia ecclesiastica nel seminario riformato di Basilea, e dal 1948 passò a Parigi per insegnare storia del cristianesimo all'École Pratique des Hautes Études, alla facoltà di teologia protestante e alla Sorbona. Luterano favorevole al dialogo ecumenico, fu osservatore nel Concilio Vaticano II e si ritirò dall'insegnamento nel 1972.
La sua opera più nota è Christus und die Zeit (Cristo e il tempo), nella quale polemizza contro la teoria della "escatologia realizzata" di Charles Harold Dodd e quella "conseguente" di Albert Schweitzer, e contro la demitizzazione della storia del cristianesimo operata da Rudolf Bultmann. Vari autori del suo tempo, sulla scia di Dodd, ritenevano che Gesù credesse nell'imminente instaurazione del regno di Dio e che la sua mancata realizzazione abbia portato la comunità cristiana primitiva a elaborare la dottrina della fede escatologica, la fede di una salvezza rimandata a un tempo indeterminato, dottrina assente nel messaggio originario di Gesù. Secondo Cullmann, invece, nell'insegnamento di Gesù sarebbe presente la «coscienza di una tensione tra il già della salvezza operata da Gesù una volta per tutte con la sua incarnazione, morte e risurrezione e il non ancora dell'avvento del regno di Dio come realtà perfetta e compiuta».
Ne Il mito negli scritti del Nuovo Testamento, Cullmann sottolinea la realtà oggettiva delle vicende neo-testamentarie, contro l'interpretazione mitizzante di Rudolf Bultmann: secondo Cullmann, la comunità cristiana primitiva, pur ricorrendo anche a concezioni mitologiche, manteneva la propria fede nella salvezza sul piano concreto della storia, mentre il mito è per sua essenza «atemporale, antistorico, al di fuori del tempo della storia». Secondo Cullmann, occorre storicizzare gli elementi mitici pur presenti nella storia della salvezza, rendendoli funzionali a quella: la demitizzazione operata da Bultmann renderebbe vano il messaggio cristiano.
Nello scritto Einheit durch Vielfalt (L'unità attraverso la diversità), Cullmann propone la ricerca di un'intesa tra le confessioni cristiane: la diversità delle chiese è vista come dono dello Spirito da non disperdere in una generale unificazione che finirebbe per annullare quella ricchezza spirituale. Tutte le chiese cristiane sono concepite come diversi pianeti che ruotano intorno a Cristo, qui visto come «sole dal quale ricevono la luce». Un esempio di vicinanza e, insieme, di diversità tra le confessioni protestanti e quella cattolica è presentato da Cullmann nella figura dell'apostolo Pietro che sarebbe stato realmente il capo di tutta la chiesa cristiana ma il cui primato, a lui storicamente assegnato, non potrebbe essere trasmesso a nessun successore.

## Traduzioni italiane
- Le prime confessioni di fede cristiana (1943), Roma 1948
- Cattolici e protestanti. Un progetto di solidarietà cristiana (1958), Bologna 1962
- Cristo e il tempo. La concezione del tempo e della storia nel Cristianesimo primitivo (1946), Bologna 1965, 1990, 2005
- San Pietro discepolo, apostolo, martire (1952), Bologna 1965
- Introduzione al Nuovo Testamento (1966), Bologna 1968, 1999
- Cristologia del Nuovo Testamento (1957), Bologna 1970
- Gesù e i rivoluzionari del suo tempo (1970), Brescia 1971
- Il mito negli scritti del Nuovo Testamento (1970), Torino 1971
- Il mistero della redenzione nella storia (1965), Bologna 1971
- La regalità di Cristo e la Chiesa secondo il Nuovo Testamento (1941), Roma 1973
- La fede e il culto della Chiesa primitiva (1944), Roma 1974
- Origine e ambiente dell'Evangelo secondo Giovanni, Genova 1982
- Immortalità dell'anima o risurrezione dei morti? La testimonianza del Nuovo Testamento, Paideia Editrice, Brescia 1986 ISBN 88-394-0382-5
- L'unità attraverso la diversità. Il suo fondamento e il problema della sua realizzazione (1986), Queriniana, Brescia 1987
- Le vie dell'unità cristiana (1992), Queriniana, Brescia 1994
- La preghiera nel Nuovo Testamento. Una risposta alle domande odierne, Torino 1996
- Dio e Cesare (1956), Bologna 1996
- L'origine della festa del Natale, Queriniana, Brescia 2002